# 雨川水海
雨川 水海（あまかわ みずうみ）は、日本のライトノベル作家。青森県弘前市在住。代表作は『フシノカミ～辺境から始める文明再生記～』。

## 来歴
2018年12月、小説投稿サイト「小説家になろう」にてユーザーネーム「雨川水海」として活動を開始する。
2019年1月1日、web版『フシノカミ』執筆を開始。
2019年10月、オーバーラップのレーベル「オーバーラップノベルス」にてイラスト 大熊まいにより『フシノカミ』書籍化を報告、書籍化にあたりＷｅｂ版を「原典」として、今後出版される書籍版は「編纂版」と位置付けられることが「小説家になろう」ブログで説明があった。
2019年11月、『フシノカミ１～辺境から始める文明再生記～』が発売となる。
2019年12月31日、web版（原典版）の『フシノカミ』が完結。
2020年3月、『フシノカミ２～辺境から始める文明再生記～』が発売となる。
2020年6月、『フシノカミ３～辺境から始める文明再生記～』が発売、３巻帯ならびに「小説家になろう」ブログにてコミカライズを発表。
2020年12月、『フシノカミ４～辺境から始める文明再生記～』が発売、同時にコミカライズ担当は漫画家 黒杞よるの となることが発表された。
2021年2月、コミカライズ版『フシノカミ～辺境から始める文明再生記～』がコミックガルドにて連載開始となる。また、web版（原典版）『フシノカミ』完結について作者は外伝は予定ないということを覆し、新章として特別展『断章』を「小説家になろう」にて公開すること報告。
2021年7月、『フシノカミ５～辺境から始める文明再生記～』、コミカライズ版『フシノカ』１巻が発売となる。
2021年11月、コミカライズ版『フシノカミ』２巻が発売となる。
2022年1月、『フシノカミ６～辺境から始める文明再生記～』が発売となる。
2022年6月、『フシノカミ７～辺境から始める文明再生記～』完結、コミカライズ版『フシノカミ』３巻が発売となる。

## 逸話
書籍『フシノカミ』のコミカライズにあたり、今作が漫画家デビュー作となった黒杞よるの先生と雨川水海先生の出身地（青森県弘前市）が同郷である事が判明したのは後のことである。弘前ゆかりのタッグに喜ぶと報じられている。自身のTwitterでも「フシノカミは小説を弘前在住 漫画を弘前出身 以上でお送りしております。（完全なる偶然）」とつぶやいている。コミカライズ担当、黒杞よるの もTwitterで「弘前タッグでお送りしている」と公言している。
2022年8月には原作者、漫画家の出身地である青森県弘前市の小学生・中学生・高校生を対象に、子ども小説・まんがアカデミーが企画され「小説家や漫画家になるためには？」「キャラクターや物語はどうやって作るの？」など講演活動を行った。
漫画、電子版も含んだ累計発行部数、2022年６月上旬の時点で１１万部超え

## 作品

### 小説
- フシノカミ～辺境から始める文明再生記～（『オーバーラップノベルス』、イラスト：大熊まい、全7巻）